# MUSICa-holic
『MUSICa-holic』（ミュージカ・ホリック）は、1995年7月1日にSony Recordsから発売されたTo Be Continuedの1作目のセルフカバー・アルバム。

## 概要
初のセルフカバー・アルバム。
2曲目収録の12作目シングル「物語は続いて行く」・12曲目収録の9作目シングル「君だけを見ていた」に加え、アルバム1作目～4作目の収録曲を1995年再録・リアレンジを行ない収録。
選曲の特徴として、シングルのカップリング曲から6曲が選出され本作収録曲の半数を占めている。

## アートワーク
初回プレスはスリーブケース仕様で36ページ・フォトブックレット付属。歌詞カードとCDは一般的なマキシシングルに使用される薄型Pケースに収納。

## 収録曲
全作詞:岡田浩暉、全作曲・全編曲:佐藤鷹（特記除く） 
1. HOLIDAY (5:15)
7作目シングルのカップリング曲。
2. 物語は続いて行く (4:37)
12作目シングル表題曲で本作の先行シングル。
3. LESSON-2 (4:30)
3作目シングルのカップリング曲。
4. mon rêve (4:29)
作曲:後藤友輔
2作目シングルのカップリング曲。
5. Love is just a… (4:18)
作詞：岡田浩暉・高島秀直　作曲:後藤友輔
4作目アルバムの収録曲。
6. 夏のページ (5:57)
2作目アルバムの収録曲。
7. 32°僕にもたれてた (4:56)
作詞・作曲:後藤友輔
9作目シングルのカップリング曲。
8. こんな恋も悪くない (5:16)
6作目シングルのカップリング曲。
9. 二人の孤独 (5:13)
4作目シングルのカップリング曲。
10. RAIN (3:59)
作曲:後藤友輔
3作目シングルの表題曲。
11. 風を感じながら… (4:41)
2作目アルバムの収録曲。
12. 君だけを見ていた (4:12)
作詞:岡田浩暉・高島秀直・後藤友輔　作曲:後藤友輔
9作目シングルの表題曲。